# 腓力 (安提帕特之子)
腓力（希臘語：Φιλιππoς ,前四世紀人物），是馬其頓攝政安提帕特之子，也是卡山德的弟弟。
前323年，據查士丁記載，腓力和他的兩個兄弟卡山德、伊奧拉斯被人懷疑有毒殺亞歷山大大帝的嫌疑。在之後於前313年，卡山德派遣他率領一支軍隊入侵埃托利亞，但當腓力進軍至阿卡納尼亞（Acarnania）時，傳來伊庇魯斯摩羅西亞國王埃阿喀得斯已經重獲王位的消息，腓力於是回頭攻擊埃阿喀得斯，並在一場激烈的戰役中大破對手。埃阿喀得斯率領殘軍與埃托利亞人會合，腓力接著在另一場戰役擊敗伊庇魯斯和埃托利亞的聯合軍，這次戰役埃阿喀得斯戰死，並使埃托利亞人放棄易於攻陷的地區，而撤入在山區的要塞中。
他的兒子安提帕特·厄特賽阿斯後來成為馬其頓國王。

## 來源
1. ↑   查士丁, Epitome of Pompeius Trogus, xii. 14
2. ↑   西西里的狄奧多羅斯, Bibliotheca, xix. 74

- 威廉·史密斯，《希腊羅馬的神話和傳記辭典》, "Philippus (15)", 波士頓, (1867)